# Calamboganus
Calamboganus là một chi bọ cánh cứng trong họ 
Elateridae.
Chi này được miêu tả khoa học năm 1989 bởi Gurjeva.

## Các loài
Chi này có các loài:
- Calamboganus abscondidus (Gurjeva, 1987)